# Град в Сиднее (1947)
Град в Сиднее (англ. 1947 Sydney hailstorm) — стихийное бедствие, произошедшее в Сиднее 1 января 1947 года. Буря развилась в утро Нового года, в области Голубых гор, а затем, во второй половине дня поразила Сидней на востоке пригорода Бонди. Это метеорологическое явление стало самым тяжелым штормом с градом в Австралии, зарегистрированным с момента начала в стране метеорологических наблюдений.
В результате увеличения силы шторма в Сиднее повысились температура и влажность. Стоимость ущерба на тот момент оценивалась в 750 000 фунтов стерлингов (3 миллиона американских долларов), что эквивалентно сумме в около 45 миллионов нынешних австралийских долларов. Во время шторма на город падали градины диаметром более 8 см. Наибольшие разрушения после шторма были в районе Central Business District (CBD) и в восточных пригородах Сиднея.
В результате бури около 1000 человек были ранены, из них от 200 до 350 человек были госпитализированы, а остальные пострадавшие получили другую медицинскую помощь. Травмы у пострадавших в основном были из-за осколков стекла. Большинство тяжелых травм произошло у людей, которые в это время оставались на сиднейских пляжах, и которые не смогли скрыться во время града. «Результат» града 1947 года через 52 лет «побил» ледяной шторм 1999 года, который вызвал ущерб, оцененный в 1,7 млрд австралийских долларов и который до 2010 года являлся крупнейшим стихийным бедствием в истории Австралии.

## Погодные условия
Условия для образования града вдоль восточного побережья Австралии весной и летом очень благоприятны. Различия в температуре воздуха в атмосфере — теплые и влажные воздушные массы находятся у земли, а более холодные вверху — способствуют образованию твердых осадков в виде града. С начала метеорологических измерений (они проводятся в Австралии с 1791 года) показано, что осадки в виде града в январе составляют около 13 % от общего числа возникновения града над агломерацией Сиднея за год; также на январь приходится около 15 % «крупных градов».
Град нанёс значительный ущерб по меркам истории Австралии. Так как учёт убытков начали вести только в 1967 году, то документально зарегистрированный ущерб только от трех больших градов в Сиднее в 1986 году, 1990-м и 1999-м, и одного в Брисбене в 1985 году, оказался в десятке крупнейших убытков, причиненных в результате стихийных бедствий. Град вызвал примерно 30 % всего ущерба от стихийных бедствий за тот период, и примерно три четверти повреждений, вызванных градом, произошли в штате Новый Южный Уэльс.
Условия в Новый год (в Австралии это время — летний сезон) 1947-го способствовали образованию града. Тот день был жарким и влажным: максимальная температура, зарегистрированная в течение дня — 32,7 градусов Цельсия, а влажность — 73 %. Многие жители в тот день пошли на пляж. Общая картина состояния летней погоды в Сиднее — движение воздуха с запада на восток, от Голубых гор до города и затем в сторону моря Тасмана.